# Runaway June

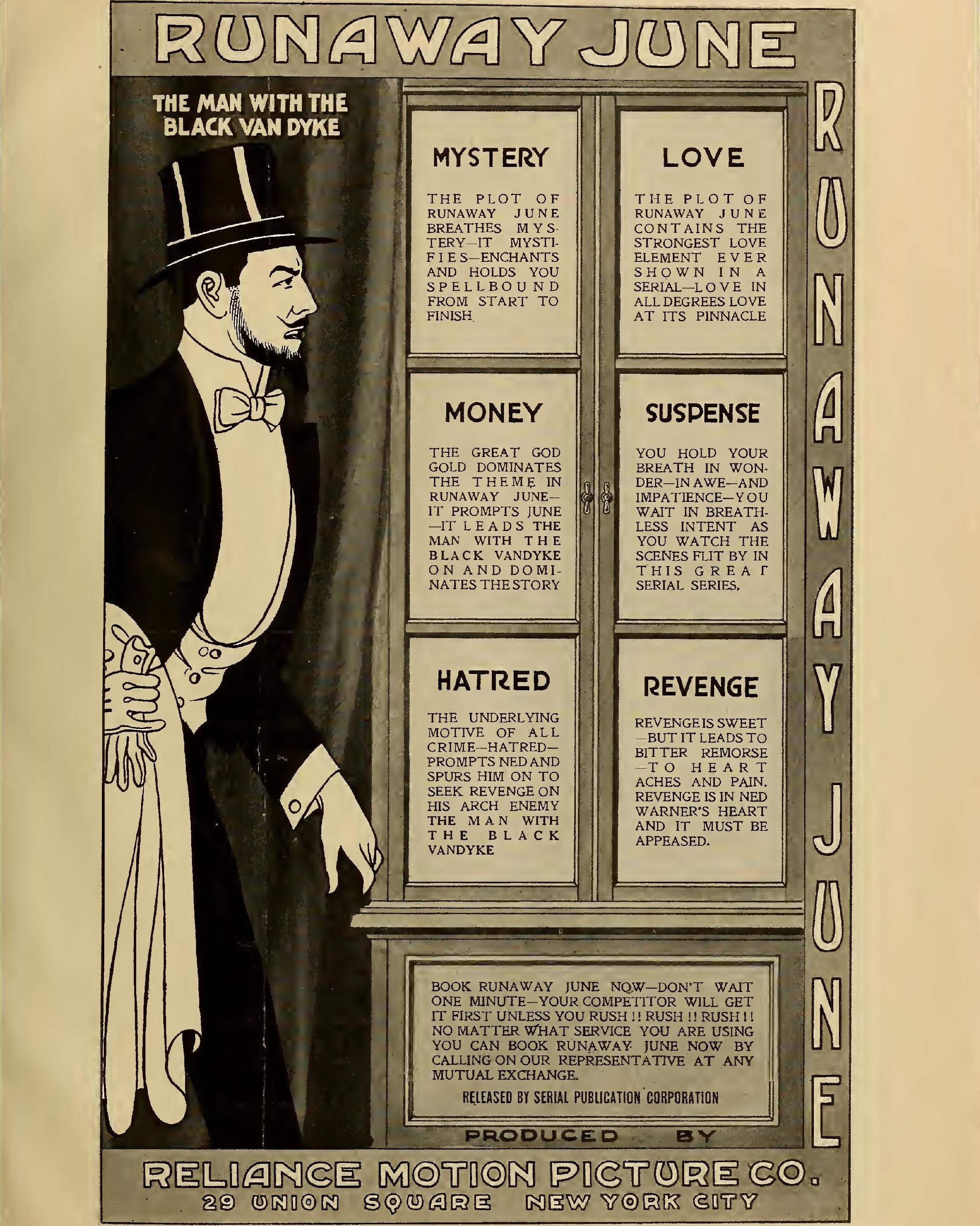
Runaway June, 1915

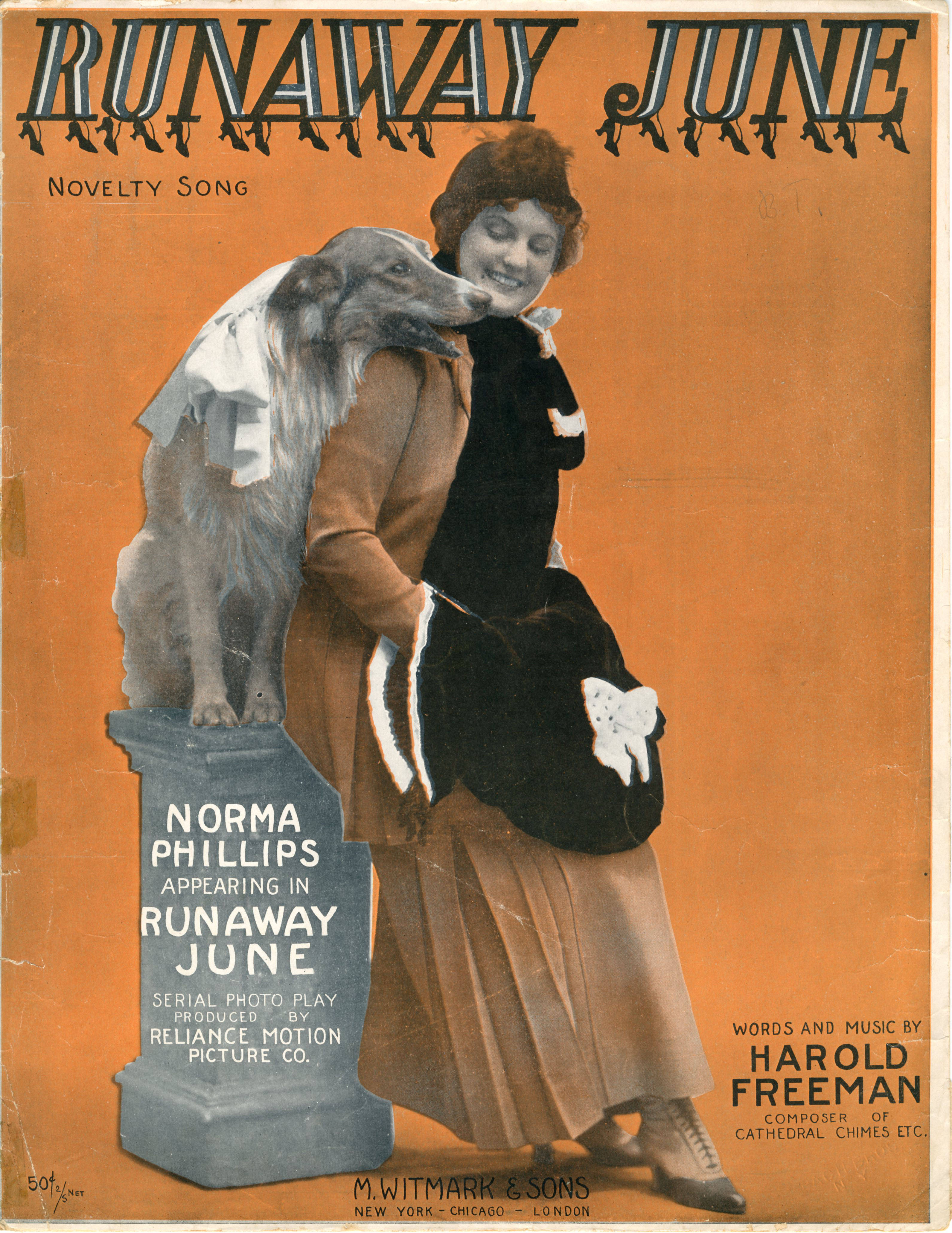

Runaway June foi um seriado estadunidense realizado em 15 capítulos pela Reliance Film Company, lançado em 13 de janeiro de 1915. Dirigido por Oscar Eagle, foi escrito por George Randolph Chester e Lillian Christy Chester, e estrelado por Norma Phillips. Enquanto o seriado era lançado nos cinemas, um romance homônimo, de George Randolph Chester e Lillian Christy Chester, era publicado em jornais. Posteriormente, a história foi publicada em forma de livro. Foi o único seriado produzido pela Reliance Film Company.
Este seriado é considerado perdido.

## Elenco
- Norma Phillips	 ...	June Moore
- Jack W. Johnston	 ...	Ned Warner (creditado como J.W. Johnston)
- Dora Mills Adams	 ...	Mrs. Moore
- Alfred Fisher	 ...	Mr. Moore
- Arthur Donaldson	 ...	Gilbert Blye
- Winifred Burke	 ...	Iris Blethering
- George Marlo	 ...	Bobby Blethering (creditado como George M. Marlo)
- Evelyn Dumo	 ...	Marie
- Myra Brooks	 ...	Tia Debby
- Charles Mason	 ...	Charles Cunningham
- Ezra Walck	 	...	Edwards
- Marguerite Marsh	 ...	Tommy Thomas / Marie, a Apache (creditada como Margarita Loveridge)
- Ricca Allen	 	...	Mrs. Honoria Blye
- Cora Drew	 	...	Mrs. Villard / Mimi (creditada como Elizabeth Drew)
- William Bailey	 ...	Mr. Villard
- Arthur Forbes	 ...	Durban, o Artista / Treazy / Pierre
- Jack O'Day	 	 ...	Burton
- Ida Schnall	 	...	Karma

## Capítulos
Fonte: 
1. The Runaway Bride
2. The Man with the Black Vandyke
3. Discharged
4. The New Governess
5. A Woman in Trouble
6. The Siege of the House of O'Keefe
7. The Tormentors
8. Her Enemies
9. Kidnapped
10. Trapped on a Liner
11. In the Clutch of the River Thieves
12. The Spirit of the Marsh
13. Trapped
14. In the Grip of Poverty
15. At Last, My Love

## Locações
As filmagens foram feitas em Middletown, Nova York.